# Лавров Георгій Дмитрович
Лавров Георгій Дмитрович (англ. George Lavroff, рос. Лавров Георгий Дмитриевич 1895–1991) — російський і радянський скульптор 20 століття. Відомий представник стилю ар-деко.

## Життєпис
Народився у 1895 році. В громадянську війну був на боці більшовиків, воював у Алтайській партизанській дивізії. Дивізія зазнала поразки і Лавров перебував у полоні у вояків Колчака.
У 1923 році перебрався в місто Ставрополь, де працював скульптором-аматором.
Встиг виконати монумент для міста та погруддя В. Леніна. Аби перевірити портретність погруддя, перевіз його у Москву, де показав сестрі Леніна. Марія Іллінічна Ульянова роботу визнала достовірною, хоча її брат не міг позувати скульпторові. Лавров продовжив роботу над ленініаною і у 1925 році представив свій проект монументу В. Леніну для міста Полтави. Фотознімки монументу бачив нарком Луначарський Анатолій Васильович(1875–1933). Дізнавшись, що скульптор Лавров не отримав художньої освіти, сприяв його закордонному відрядженню в Париж для удосконалення майстерності. Офіційно термін закордонного відрядження та удосконалення майстерності визначили у п'ять років (1927–1932).

## Паризький період

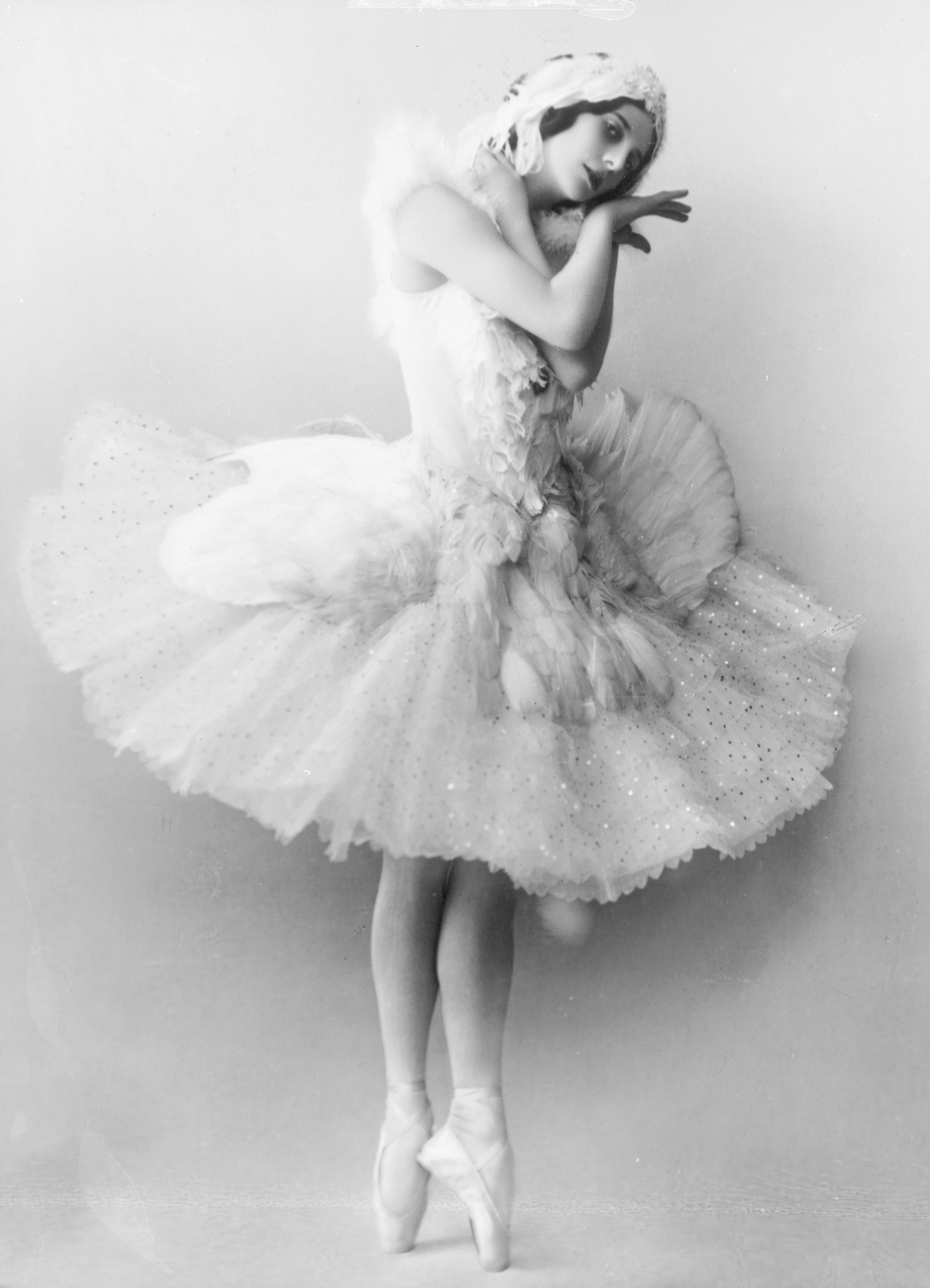
Анна Павлова в костюмі «вмираючий лебідь», фото.

Художник оселився в Парижі, де працював під керівництвом учнів Огюста Родена — Анрі Бушара, Ландовського. Серед знайомих цього періоду — французькі скульптори — Арістид Майоль(1861–1944) та Антуан Бурдель(1861–1929), в майстерні останнього Лавров встиг попрацювати. Талановитого автодидакта помітили, частка його творів перейшла у низку західноєвропейських музеїв(серед яких — музей Сен-Дені у Франції, Британський музей в Лондоні). Серед тих, хто позував скульпторові — відома балерина Павлова Анна Павлівна(1881–1931). В Парижі він створив свій скульптурний варіант «Вмираючого лебідя», який перевіз у СРСР. Він став помітною фігурою мистецтва ар-деко (Сецесія) у Франції, його ім'я в літературі — George Lavroff. Скульптор самовільно подовжив власне перебування в Парижі на три роки, чим порушив офіційний термін відрядження.

## Повернення і заслання в Магадан
Скульптор повернувся у СРСР у 1935 р. і був арештований. Заслання відбував в місті Магадан, де йому дали можливість працювати скульптором. Частка творів митця зберігається в місцевому музеї Колими.
По закінченню заслання за сталінської доби мав поразку у правах і заборону на життя в столичних містах СРСР. Скульптор перебрався в місто Маріуполь на Україну, де працював в місцевих художніх майстернях. Майстерні обладнали у випадково збереженому після війни 1941 — 1945 рр. приміщенні банно-прального комбінату, де відновили пічне опалення, майстерні, Ленінську кімнату.

## Маріупольський період
В напівзруйнованих ваннах прального комбінату зберігали реманент та часовоярську глину, яку скульпторам передавав металургійний завод «Азовсталь». Скульптурна майстерня виготовляла погруддя відомих діячів російського минулого, що призначалися для оздоблення радянських бібліотек, палаців культури, радянських парків та скверів. Серед продукції художньої майстерні — погруддя Пушкіна, Лева Толстого, Віссаріона Белінського, Максима Горького, російського винахідника радіо Олександра Попова, науковця-хімика Дмитра Менделєєва тощо. Погруддя Белінського та Мічуріна і виконав скульптор Георгій Лавров. Перша серія скульптур, що роками прикрашала один з парків міста, збережена і нині прикрашає центральну алею Міського саду (Алея Класиків).

## Московський період
По смерті Йосипа Сталіна у 1953 році скульптор був реабілітований і йому було повернуто право на проживання в столичних містах. Він відбув у Москву, де післясталінський уряд дозволив йому проживання та надав майстерню. Вона була розташована в двоповерховому приміщенні на вулиці Арбат. Але відношеня до митця та його творів було прохолодне.
У 1991 році помер у Москві.

## Нагороди
Не мав радянських нагород.
У 1985 році з нагоди 90-річчя з дня народження скульптора отримав почесне звання заслуженого художника РРФСР.